# Harald Solberg
Harald Martin Solberg (Lørenskog, 25 dicembre 1973) è un ex calciatore norvegese, di ruolo attaccante.

## Carriera

### Club
Solberg cominciò la carriera con le maglie di Strømmen e Skeid, prima di passare ai tedeschi del Wehen. Tornò poi allo Strømmen, dove rimase per due stagioni, prima di accordarsi con il Kongsvinger. Qui esordì nella Tippeligaen il 13 aprile 1998, sostituendo Ludwig Ernstsson nel successo per 0-3 sul campo del Lillestrøm. Il 7 maggio segnò il primo gol nella massima divisione norvegese, nel successo per 3-2 sul Sogndal.
Passò poi allo Skjetten e successivamente al Romerike. Dopo aver giocato anche nell'Ullensaker/Kisa e nel Follo, nel 2007 militò nello Høland.